# Dreams (canción de Van Halen)
«Dreams» es una canción la banda de rock estadounidense Van Halen lanzada en mayo de 1986 como segundo sencillo de su álbum de estudio  5150. Nueve años después de su lanzamiento original, «Dreams» apareció en Mighty Morphin Power Rangers: The Movie y fue parte de su banda sonora.
En Estados Unidos alcanzó el puesto 6 en la lista Top Rock Tracks de Billboard y llegó al número 22 en el Billboard Hot 100, así como al número 24 en el Cash Box Top 100.

## Video Musical
Se hicieron tres videos musicales para la canción. La versión más conocida fue lanzada en 1986 y presentaba a los Blue Angels de la Marina de los Estados Unidos realizando una variedad de acrobacias aéreas con el A-4 Skyhawk. Los otros dos videos fueron filmados en marzo de 1993 a partir de una actuación en vivo en el Whisky a Go Go en West Hollywood, California, para celebrar el regreso de la banda al lugar después de 15 años para la promoción del lanzamiento Live: Right Here, Right Now. Una versión del video presenta a los presentadores de noticias y entrevistas con los fanáticos haciendo fila fuera del lugar antes de la actuación. Esta versión está disponible en Van Halen: Video Hits, Vol. 1. Una segunda versión presenta muchos menos comentarios y más enfoque en la actuación en sí.

## Lista de canciones
sencillo 7" (Warner Bros. Records – 928 642-7)
A "Dreams" (Edit)  – 4:20
B "Inside" (LP Version) – 5:02
maxi 12" (Warner Bros. Records – 0-20463)
A "Dreams" (Extended Version) – 5:07
B "Inside" (LP Version) – 5:02

## Posicionamiento en listas
| Lista (1986)                               | Máxima posición |
| ------------------------------------------ | --------------- |
| Alemania (Offizielle Deutsche Charts)      | 53              |
| Australia (Kent Music Report)              | 51              |
| Canadá (RPM Top Singles)                   | 85              |
| Estados Unidos (Billboard Hot 100)         | 22              |
| Estados Unidos (Billboard Top Rock Tracks) | 6               |
| Estados Unidos (Cash Box Top 100)          | 24              |
| Reino Unido (UK Singles Chart)             | 62              |

## Personal
- Sammy Hagar - voz principal
- Eddie Van Halen - guitarra, teclados, coros
- Michael Anthony - bajo, coros
- Alex Van Halen - batería